# Abraham Isaac Kook
Abraham Isaac Kook (Daugavpils, hoy día en Letonia, 7 de septiembre de 1865-Jerusalén, 1 de septiembre de 1935) fue un filósofo, poeta y gran rabino asquenazí de lo que luego se convirtió en el estado de Israel.

## Biografía
Emigró a Palestina en 1904. En 1921, se convirtió en el primer gran rabino asquenazí del Hogar Nacional Judío en el Mandato Británico de Palestina, cargo que se acababa de crear. Era conocido por sus conocimientos talmúdicos. En 1924 creó la Yeshivá Mercaz HaRav Kook.